# Wściekłe psy
Wściekłe psy (ang. Reservoir Dogs) – niezależny film kryminalny Quentina Tarantino z 1992 r.
Pełnometrażowy debiut reżysera i zarazem autora scenariusza. Film jest klasykiem kina niezależnego, przypadł do gustu wielu krytykom. Budżet filmu wynosił jedynie 1,2 miliona dolarów, a box office to około 2,8 miliona dolarów w Stanach Zjednoczonych i 6,5 miliona funtów w Wielkiej Brytanii. Jednak dopiero po sukcesie następnego filmu Tarantino, Pulp Fiction, wiele osób zapoznało się z pierwszym dziełem reżysera. Według Quentina Tarantino inspiracją dla niego był film Stanleya Kubricka Zabójstwo z 1956 r.

## Obsada
- Harvey Keitel – Larry / Pan Biały
- Tim Roth – Freddy Newendyke / Pan Pomarańczowy
- Michael Madsen – Vic Vega / Pan Blond
- Chris Penn – „Miły Facet” Eddie Cabot
- Steve Buscemi – Pan Różowy
- Lawrence Tierney – Joe Cabot
- Randy Brooks – Holdaway
- Kirk Baltz – Marvin Nash
- Edward Bunker – Pan Niebieski
- Quentin Tarantino – Pan Brązowy
- Michael Sottile – Teddy
- Rich Turner – szeryf
- Robert Ruth – postrzelony policjant
- Lawrence Bender – młody policjant
- Suzanne Celeste – postrzelona kobieta

## Opis fabuły
W pierwszej scenie ośmiu mężczyzn je śniadanie w taniej restauracji. Sześciu z nich ma na sobie jednakowe garnitury i posiada pseudonimy: Pan Blond (Michael Madsen), Pan Niebieski (Edward Bunker), Pan Brązowy (Quentin Tarantino), Pan Pomarańczowy (Tim Roth), Pan Różowy (Steve Buscemi) i Pan Biały (Harvey Keitel). Pozostali dwaj to gangster z Los Angeles Joe Cabot (Lawrence Tierney) i jego syn „Miły Facet” Eddie Cabot (Chris Penn). Pan Brązowy analizuje piosenkę Madonny „Like a Virgin”. Poszukiwanie przez Joego zapomnianego nazwiska w notesie na adresy denerwuje Pana Białego, a Pan Różowy broni swojej polityki niedawania napiwków, aż w końcu Joe zmusza go do pozostawienia napiwka kelnerkom.
Akcja przenosi się do wnętrza pędzącego samochodu. Pan Biały, kierując jedną ręką, próbuje dodać otuchy Panu Pomarańczowemu, który dostał postrzał w brzuch i krwawi. Przybywają do opuszczonego magazynu, miejsca spotkania grupy. Właśnie przeprowadzili napad na jubilera. Pan Biały pozostawia Pana Pomarańczowego na podłodze, wtedy pojawia się Pan Różowy i gniewnie sugeruje, że napad, zorganizowany przez Joego Cabota, był obiektem policyjnej zasadzki. W retrospekcji widać, jak Pan Różowy ucieka z diamentami. Pan Biały ujawnia, że Pan Brązowy został zastrzelony przez policję, a losów Pana Blond i Pana Niebieskiego nie zna żaden z tych dwóch mężczyzn. Retrospekcja pokazuje długotrwałą przyjaźń Pana Białego z Joe Cabotem.
Pan Biały i Pan Różowy rozmawiają o działaniach psychopatycznego Pana Blond, który zamordował kilka osób po włączeniu się alarmu. Poza tym policja przyjechała wkrótce po alarmie. Pan Biały jest zezłoszczony decyzją Joego o zatrudnieniu takiego wariata i zgadza się co do możliwości zasadzki, tymczasem zaś Pan Różowy wyznaje, że ukrył diamenty w bezpiecznym miejscu. Kłócą się gwałtownie, czy zabrać nieprzytomnego Pana Pomarańczowego do szpitala, kiedy Pan Biały ujawnia, że podał tamtemu swoje prawdziwe imię. Pan Blond, który obserwował ich z cienia, zbliża się i kończy spór. Mówi im, żeby nie opuszczali miejsca spotkania, bo Miły Facet Eddie jest w drodze. Pan Blond prowadzi ich do swojego samochodu i otwiera bagażnik, pokazując, że jest tam schwytany policjant Marvin Nash (Kirk Baltz). Retrospekcja pokazuje, że Pan Blond wziął udział w skoku z powodu przyjaźni z Eddiem.
Trzej mężczyźni biją policjanta, dopóki wściekły Eddie nie przybywa do magazynu. Gromi ich za masakrę i nieudolność podczas skoku, nakazuje Panu Różowemu oraz Panu Białemu pomóc mu zabrać z kryjówki skradzione diamenty i pozbyć się przywłaszczonych samochodów. Panu Blond każe zostać z Marvinem i umierającym Panem Pomarańczowym. Nash stwierdza, że jest policjantem od ośmiu miesięcy i nic nie wie o możliwej zasadzce. Potem błaga Pana Blond, by wypuścił go bez dalszego bicia. Jednak gdy inni odchodzą, Pan Blond wyznaje, że sprawiają mu przyjemność tortury. Włącza radio i tańczy do utworu „Stuck in the Middle With You” Stealers Wheel, a potem odcina Marvinowi ucho brzytwą, a także oblewa go benzyną. Pan Pomarańczowy ratuje Marvina przed spaleniem, gdyż zabija z broni Pana Blond. Pan Pomarańczowy ujawnia, że jest detektywem z policji o nazwisku Freddy Newandyke (Marvin rozpoznał go od razu, ale się z tym nie zdradził) i zapewnia Marvina, że znaczące siły policyjne czuwają przecznicę dalej, czekając na Joego.
W retrospekcjach widzimy szczegółowo, jak Pan Pomarańczowy wziął udział w tajnej operacji policji w celu schwytania Joego (uczył się swojej roli pod kierunkiem czarnoskórego opiekuna) i rozwój jego przyjaźni z Panem Białym. Potem pokazane jest to, że Pan Brązowy został trafiony w głowę, kiedy prowadził samochód w czasie ucieczki, rozbił go i potem umarł. Pan Pomarańczowy został trafiony w brzuch przez kobietę kierującą samochodem, który ukradł wraz z Panem Białym po pozostawieniu Pana Brązowego. Pan Pomarańczowy natychmiast zastrzelił tę kobietę.
Reszta grupy wraca do magazynu i widzi martwego Pana Blond. Pan Pomarańczowy twierdzi, że Pan Blond chciał zabić Marvina, jego i resztę gangu, aby diamenty wziąć dla siebie. Eddie w to nie wierzy, ponieważ Pan Blond był zawsze lojalny, i wściekły na Pana Pomarańczowego, strzela trzy razy do Marvina, zabijając go. Przybywa Joe i po poinformowaniu grupy, że Pan Niebieski został zabity, śmiało oskarża Pana Pomarańczowego o to, że jest informatorem. Pan Biały broni przyjaciela. Wybucha strzelanina, w której giną Joe i Eddie (z rąk Pana Białego), Pan Biały zostaje poważnie ranny, a Pan Pomarańczowy (nie mógł strzelać, bo nie miał już nabojów) ranny śmiertelnie. Pan Różowy, który ukrył się w tym czasie, zabiera diamenty i ucieka z magazynu.
Słychać policyjne syreny. Pan Biały tuli Pana Pomarańczowego w ramionach, ale ten wyjawia, że faktycznie jest detektywem. Pan Biały zaczyna łkać sfrustrowany i celuje w głowę Pana Pomarańczowego. W tle - na zewnątrz magazynu - słychać strzały i głosy policjantów każących się komuś poddać. Na tej podstawie można wnioskować, że Pan Różowy został złapany. Potem słychać, że policja wkracza do magazynu i żąda aby Pan Biały rzucił broń. Ten jednak odmawia oraz zabija Pana Pomarańczowego, co powoduje, że policjanci otwierają ogień w jego kierunku. 

## Nawiązania
- Fragmenty filmu w postaci dialogów Pana Białego/Larry’ego (Harvey Keitel) wykorzystano w utworze „Lack There of” na albumie State of the World Address (1994) grupy Biohazard.
- Fragmenty filmu wykorzystano we wstępie utworu „Mr Pink” rapera Popka na płycie Monster (2013).
- W filmie Czas surferów (2005, reż. Jacek Gąsiorowski) bohaterowie oglądają wspólnie Wściekłe psy, a następnie dyskutują na temat fabuły.